# Island of Lost Souls
Singles de Blondie
Rapture
(janvier 1981) War Child
(juillet 1982)
Island of Lost Souls est le premier single extrait de l'album The Hunter du groupe Blondie.

## Information sur la chanson
En raison de leur capacité à franchir les différents genres musicaux, notamment le rock, le disco, le reggae et le rap / hip-hop (qui ont tous donné au groupe des n ° 1), Blondie a puisé dans la musique calypso pour Island of Lost Souls. Le single est # 37 au Billboard Hot 100, et # 11 au Royaume-Uni, la chanson devient leur dernier succès notable jusqu'à la chanson Maria dix-sept ans plus tard.